# Pinalia
Pinalia là một chi thực vật có hoa trong họ Lan.